# آرشاک بورجالیان
آرشاک سارگسی بورجالیان (ارمنی: Արշակ Սարգսի Բուրջալյան؛  ۷ ژانویهٔ ۱۸۸۰ – ۴ سپتامبر ۱۹۴۶) یک بازیگر و کارگردان اهل ارمنستان بود. وی بین سال‌های - تا - میلادی فعالیت می‌کرد.

## زندگی‌نامه
وی در ۷ ژانویه [سبک قدیمی: ۲۶ دسامبر ۱۸۷۹] ۱۸۸۰ ‏در آستراخان در به دنیا آمد و از مدرسه رئالیسی آستاراخان فارغ‌التحصیل گشت. گئورگ بورجالیان برادر وی بود. وی در La Chauve-Souris، تئاتر کورش و فرهنگستان دولتی تئاتر سوندوکیان فعالیت می‌کرد. وی همچنین برنده جوایزی همچون چهره هنری شایسته ارمنستان شوروی () شد. وی در ۴ سپتامبر ۱۹۴۶ در سن ۶۶ سالگی در تفلیس درگذشت.

## یادداشت
1. ↑  Աստրախանի ռեալական ուսումնարան
2. ↑  Չղջիկ
3. ↑  Կորշի թատրոն